# Carl-Johan Sonesson
Carl-Johan Sonesson (ur. 23 kwietnia 1978 w Staffanstorp) – szwedzki samorządowiec, od 2018 roku przewodniczący zarządu regionu Skanii.      

## Życiorys
Jest synem Carla Sonessona, przewodniczącego Umiarkowanej Partii Koalicyjnej w Staffansorp i byłego przewodniczącego zarządu regionu Skanii oraz bratem Christiana Sonessona, przewodniczącego rady miejskiej Staffanstorp. W 2003 roku uzyskał licencjat z nauk politycznych na uniwersytecie w Lund.

### Działalność polityczna
Od 1998 roku jest radnym regionu Skanii. W 2008 roku został zastępcą członka w Europejskim Komitecie Regionów. W wyborach w 2009 roku bezskutecznie ubiegał się o mandat europosła, uzyskał wówczas 3193 głosy. W 2010 roku został ponownie wybrany radnym regionu. W radzie regionalnej został przewodniczącym Komisji ds. Zdrowia. W wyborach w 2014 roku bezskutecznie kandydował do Parlamentu Europejskiego uzyskując 4475 głosów (0,88%). W wyborach regionalnych w tym samym roku uzyskał reelekcję jako radny regionu z wynikiem 1023 głosów (2,61%). Został wiceprzewodniczącym rady regionalnej.
W wyborach samorządowych w 2018 roku ponownie uzyskał mandat radnego rady regionu uzyskując 1942 głosy (4,84%). W październiku tego samego roku został wybrany przewodniczącym zarządu regionu Skanii, zastępując na tej funkcji Henrika Fritzona. Został także przewodniczącym Komitetu Zarządzania Kryzysowego oraz przewodniczącym Komitetu Pracy.